# Satz von Whitney-Graustein
Der Satz von Whitney-Graustein ist ein Lehrsatz aus der Differentialtopologie. Er klassifiziert Kurven in der Ebene mittels der von Carl Friedrich Gauß eingeführten Tangentenumlaufzahl.
Er ist nach Hassler Whitney und William Caspar Graustein benannt.

## Kurven in der Ebene
Eine geschlossene reguläre Kurve in der Ebene ist eine Abbildung {\displaystyle f\colon S^{1}\to \mathbb {R} ^{2}} mit {\displaystyle f^{\prime }(x)\not =(0,0)} für alle {\displaystyle x}. Zwei reguläre Kurven heißen regulär homotop, wenn es eine Homotopie zwischen ihnen gibt, die zu jedem Zeitpunkt eine reguläre Kurve ist.
Die Umlaufzahl einer Kurve {\displaystyle \gamma } in Bezug auf einen Punkt {\displaystyle z_{0}} stellt die Anzahl der Umrundungen entgegen der Uhrzeigerrichtung um {\displaystyle z_{0}} dar, wenn man dem Verlauf der Kurve folgt. Eine Umrundung in Uhrzeigerrichtung ergibt die negative Windungszahl −1.
| {\displaystyle \gamma }        | 1 | −1                | 0                | 1                | 2                |
| ------------------------------ | - | ----------------- | ---------------- | ---------------- | ---------------- |
|                                |   | Windungszahl = −1 | Windungszahl = 0 | Windungszahl = 1 | Windungszahl = 2 |
| {\displaystyle {\mathcal {T}}} | 1 | −1                | 2                | 2                | 2                |

Die Tangentenumlaufzahl {\displaystyle {\mathcal {T}}} einer regulären Kurve ist die Umlaufzahl der Tangente {\displaystyle f'(x)} als Abbildung {\displaystyle S^{1}\to \mathbb {R} ^{2}\setminus \left\{(0,0)\right\}} in Bezug auf den Nullpunkt {\displaystyle (0,0)}.

## Satz von Whitney-Graustein
Der Satz von Whitney-Graustein besagt, dass geschlossene reguläre Kurven in der Ebene genau dann regulär homotop sind, wenn sie dieselbe Tangentenumlaufzahl haben.

## Verallgemeinerungen
Smale verallgemeinerte diesen Satz auf Kurven in höher-dimensionalen Mannigfaltigkeiten und noch allgemeiner auf Immersionen von Sphären: für {\displaystyle k\leq n-1} sind zwei Immersionen {\displaystyle S^{k}\to \mathbb {R} ^{n}} genau dann regulär homotop, wenn ihre Obstruktionsklassen {\displaystyle \tau (f)\in \pi _{k}V_{n,k+1}} in der Homotopiegruppe der Stiefel-Mannigfaltigkeit übereinstimmen.